# Wayman Tisdale
Wayman Lawrence Tisdale (ur. 9 czerwca 1964 w Fort Worth, zm. 15 maja 2009 w Tulsie) – amerykański koszykarz, występujący na pozycji skrzydłowego, muzyk smoothjazzowy grający na gitarze basowej.
W 1982 wystąpił w meczu gwiazd amerykańskich szkół średnich – McDonald’s All-American. Został też wybrany najlepszym zawodnikiem amerykańskich szkół średnich (Mr. Basketball USA). Zaliczono do także do I składu Parade All-American.
W 1996 roku zagrał epizod w komedii Eddie.
W 2002 roku został wybrany basistą roku podczas gali National Smooth Jazz Awards.
Stowarzyszenie United States Basketball Writers Association (USBWA) ustanowiło nagrodę dla najlepszego freshmana NCAA jego imienia – Wayman Tisdale Freshman Of The Year Award. Drugą przyznawaną nagrodą jego imienia jest – Wayman Tisdale Humanitarian Award.
Zmarł w wieku 44 lat po dwuletniej walce z rakiem.

## Osiągnięcia
Na podstawie, o ile nie zaznaczono inaczej.
NCAA
- Uczestnik rozgrywek:
  - Elite 8 turnieju NCAA (1985)
  - II rundy turnieju NCAA (1983, 1985)
  - turnieju NCAA (1983–1985)
- Mistrz:
  - turnieju konferencji Big 8 (1985)
  - sezonu zasadniczego Big 8 (1984, 1985)
- 3-krotny zawodnik roku konferencji Big 8 (1983–1985)
- Zaliczony do:
  - I składu All-American (1983–1985)
  - Akademickiej Galerii Sław Koszykówki (2009)[8]
  - Galerii Sław Sportu stanu Oklahoma (2002)[4]
- Uczelnia zastrzegła należący do niego numer 23 (1997)
- Lider wszech czasów klubu Oklahoma Sooners w liczbie zdobytych punktów (2661)

Reprezentacja
- Mistrz:
  - olimpijski (1984)[9]
  - igrzysk panamerykańskich (1983)[10]

## Dyskografia
- Power Forward (1995)
- In The Zone (1996)
- Decisions (1998)
- Face to Face (2001)
- Presents 21 Days (2003)
- Hang Time (2004)
- Way Up! (2006)
- Rebound (2008)
- Fonk Record: Featuring Tiz & Fonkie Planetarians (2010)
- The Absolute Greatest Hits (2014)